# بليك جود (موسيقي)
بليك جود (بالإنجليزية: Blake Judd)‏ هو موسيقي ورائد أعمال أمريكي، ولد في 13 نوفمبر 1982 في ويتون في الولايات المتحدة.